# Parler parisien
 (juillet 2023).
Le parler parisien est la forme locale du français parlé à Paris. 
Pour Philippe Boula de Mareüil, chercheur en linguistique au CNRS, il est difficile de parler d'accent parisien dans la mesure où la norme du français est généralement attribuée à la bourgeoisie de Paris. Un accent étant l'écart par rapport à cette norme, on ne pourrait pas réellement parler d'accent parisien. Par ailleurs, Paris est la ville où sont installés les principaux médias de France. La prononciation parisienne, diffusée par la radio et la télévision, est largement répandue dans le pays, et ailleurs en francophonie, comme en Belgique francophone où les médias français sont très suivis. Cela contribue à une homogénéisation de la façon de parler le français et rend les accents de moins en moins discernables.
L'accent parisien historique reste associé à l'accent populaire de Belleville et Ménilmontant — et plus globalement des quartiers populaires dans l'Est parisien et la petite couronne —, celui du titi parisien, popularisé notamment par le cinéma dans les années 1930 et 1940, mais encore bien présent dans celui des années 1950 et 1960. Associé dans l'imagerie traditionnelle à une certaine gouaille, au caractère frondeur des habitants de ces quartiers, cet accent a disparu en même temps que la sociabilité ouvrière en Île-de-France. Il semble résister cependant chez les chauffeurs de taxi.
Le parler régional serait plutôt assimilé, depuis le début du XXIe siècle, à l'accent dit de banlieue, que l'on rencontre des deux côtés du périphérique, et privilégié par des locuteurs plus jeunes. De la même manière, il existe un accent bourgeois (voire aristocratique) associé à « Auteuil, Neuilly, Passy » et plus globalement aux endroits les plus riches de l'agglomération parisienne. Il s'agit là d'accents plus sociaux que géographiques.

## Caractéristiques de l'accent parisien
- [k] et [ɡ] sont parfois palatalisés
- [ɑ̃] tendant vers [ɒ̃]
- [œ̃] remplacé par /ɛ̃/, lui-même prononcé [æ̃]
- [ɑ] est remplacé par [a]
- [ø] et [ə] se prononcent [ø]
- [a] non accentué tendant vers [ɛ]

On note également l'omission de certaines syllabes. Celles comprenant la lettre « e ».
Ainsi par exemple pour la phrase prononcée en français standard : « Cette semaine, alors que je mettais ma chemise, j'ai vu un cheval par la fenêtre », un auditeur francophone pourra entendre « Cette s'maine, alors que j'mettais ma ch'mise, j'ai vu un ch'val par la f'nêtre ».
Cette omission appartient aussi au parler familier, l'omission de la lettre « e » permettant de contracter les mots et les prononcer plus rapidement.
Elle peut être aussi un marqueur social comme illustré au cinéma dans le film La Crise, lorsque le personnage principal interprété par Vincent Lindon donne des conseils de prononciation au personnage interprété par Patrick Timsit pour mieux parler au téléphone. 
Cette prononciation tend à être reprise dans la production audio-visuelle du XXIe siècle.